# Maetan-dong
Maetan-dong (koreanska: 매탄동) är en stadsdel i staden Suwon i provinsen Gyeonggi i den nordvästra delen av Sydkorea, 30 km söder om huvudstaden Seoul. Den ligger i stadsdistriktet Yeongtong-gu.
Industriområdet Samsung Digital City utgör en betydande del av stadsdelen.

## Indelning
Administrativt är Maetan-dong indelat i:
| Namn    | Namn               | Yta km² | Invånare 31 dec 2020 |
| ------- | ------------------ | ------- | -------------------- |
| 매탄1동 | Maetan 1(il)-dong  | 1,23    | 19 562               |
| 매탄2동 | Maetan 2(i)-dong   | 0,79    | 15 625               |
| 매탄3동 | Maetan 3(sam)-dong | 2,34    | 36 885               |
| 매탄4동 | Maetan 4(sa)-dong  | 0,78    | 22 335               |